# Kathryn B. H. Clancy
Kathryn Bridges Harley Clancy es una antropóloga biológica estadounidense que se especializa en salud reproductiva. Es profesora asociada del departamento de Antropología de la Universidad de Illinois. Su trabajo adicional de investigación y promoción de políticas se centra en el acoso sexual en la ciencia y el mundo académico.

## Biografía

### Primeros años
Se graduó con una licenciatura cum laude de la Universidad de Harvard en 2001, con especialización en Antropología Biológica y Estudios de la Mujer. Obtuvo su doctorado en Antropología de la Universidad Yale en 2007.

### Carrera
En 2006, trabajó como profesor en la Universidad Yale. Un año después, se incorporó a la Universidad de Harvard como profesora preceptora y asociada en el Departamento de Antropología. Trabaja en la Universidad de Illinois desde 2008, donde comenzó como profesora y ahora se desempeña como profesora asociada de Antropología. Actualmente, dirige el grupo Clancy Lab dentro del Laboratorio de Endocrinología Evolutiva de la Universidad de Illinois; también es codirectora del Laboratorio.
Desde septiembre de 2016, presenta el Period Podcast, donde analiza cuestiones relacionadas con la ciencia de los ciclos menstruales. Este tema está relacionado con sus primeras investigaciones.

### Investigación

#### Fertilidad
Su investigación sobre la fertilidad se centra en la menstruación y la variabilidad de la función endometrial. Las primeras investigaciones publicadas por ella demostraron que, contrariamente a la creencia anterior, la menstruación no aumenta el riesgo de anemia por deficiencia de hierro. En cambio, muestran que un endometrio más grueso se asocia con mayores reservas de hierro entre las mujeres sanas. Sus estudios posteriores se centran en las poblaciones rurales polacas. Explora la variación potencial entre la función endometrial o las funciones de la capa de membrana mucosa interna del útero. Su investigación encuentra que el grosor del endometrio se correlaciona negativamente con la última fase del ciclo menstrual (la fase lútea).
Su investigación posterior se centra en el desarrollo de los primates. También ha disipado el mito de que los ciclos menstruales de las mujeres pueden sincronizarse debido a sus estrechos vínculos sociales.

#### Racismo y acoso de género
En 2017, dirigió otro estudio sobre acoso sexual en colaboración con Katharine M. N. Lee, Erica M. Rodgers y Christina Richey. La investigación implicó una encuesta en línea a 474 astrónomos y científicos planetarios. Es el primer estudio de este tipo en las ciencias físicas, y es el primer estudio amplio que examina tanto el acoso racial como el de género en la ciencia académica.
El estudio recibió una amplia cobertura mediática, ya que proporcionó evidencia sobre cómo el acoso limita los resultados profesionales de las mujeres, especialmente para las mujeres de minorías raciales.
Participó en el informe de consenso de 2018 de las Academias Nacionales de Ciencias, Ingeniería y Medicina titulado "Acoso sexual a las mujeres: clima, cultura y consecuencias en las ciencias académicas, la ingeniería y la medicina".